# لانگنفلد (بایرن)
لانگنفلد (به آلمانی: Langenfeld) یک شهر در آلمان است که در نوی‌شتات واقع شده‌است.